# L2F
El protocolo L2F (Layer 2 Forwarding) se creó en las primeras etapas del desarrollo de la red privada virtual. Como PPTP, L2F fue diseñado por Cisco para establecer túneles de tráfico desde usuarios remotos hasta sus sedes corporativas. La principal diferencia entre PPTP y L2F es que, como el establecimiento de túneles de L2F no depende del protocolo IP (Internet Protocol), es capaz de trabajar directamente con otros medios, como Frame Relay o ATM. Como PPTP, L2F utiliza el protocolo PPP para la autenticación del usuario remoto, pero también implementa otros sistemas de autenticación como TACACS+ (Terminal Access Controller Access Control System) y RADIUS (Remote Authentication Dial-In User Service). L2F también difiere de PPTP en que permite que los túneles contengan más de una conexión.
Hay dos niveles de autenticación del usuario, primero por parte del ISP (proveedor de servicio de red), anterior al establecimiento del túnel, y posteriormente, cuando se ha establecido la conexión con la pasarela corporativa. Como L2F es un protocolo de Nivel de enlace de datos según el Modelo de Referencia OSI, ofrece a los usuarios la misma flexibilidad que PPTP para manejar protocolos distintos a IP, como IPX o NetBEUI.

## Estructura de un paquete L2F
| Bits 0-12             | Bits 0-12    | Bits 0-12    | Bits 0-12    | Bits 0-12    | Bits 0-12    | Bits 0-12    | Bits 0-12    | Bits 0-12    | Bits 0-12    | Bits 0-12    | Bits 0-12    | Bits 0-12    | 13-15        | 13-15        | 13-15        | 16-23                          | 16-23                     | 16-23                     | 16-23                     | 16-23                     | 16-23                     | 16-23                     | 16-23                     | 24-31                     | 24-31                     | 24-31                     | 24-31                     | 24-31                     | 24-31                     | 24-31                     | 24-31                     |
| --------------------- | ------------ | ------------ | ------------ | ------------ | ------------ | ------------ | ------------ | ------------ | ------------ | ------------ | ------------ | ------------ | ------------ | ------------ | ------------ | ------------------------------ | ------------------------- | ------------------------- | ------------------------- | ------------------------- | ------------------------- | ------------------------- | ------------------------- | ------------------------- | ------------------------- | ------------------------- | ------------------------- | ------------------------- | ------------------------- | ------------------------- | ------------------------- |
| F                     | K            | P            | S            | 0            | 0            | 0            | 0            | 0            | 0            | 0            | 0            | C            | Versión      | Versión      | Versión      | Protocolo                      | Protocolo                 | Protocolo                 | Protocolo                 | Protocolo                 | Protocolo                 | Protocolo                 | Protocolo                 | Secuencia (opcional)      | Secuencia (opcional)      | Secuencia (opcional)      | Secuencia (opcional)      | Secuencia (opcional)      | Secuencia (opcional)      | Secuencia (opcional)      | Secuencia (opcional)      |
| Multiplex ID          | Multiplex ID | Multiplex ID | Multiplex ID | Multiplex ID | Multiplex ID | Multiplex ID | Multiplex ID | Multiplex ID | Multiplex ID | Multiplex ID | Multiplex ID | Multiplex ID | Multiplex ID | Multiplex ID | Multiplex ID | ID cliente                     | ID cliente                | ID cliente                | ID cliente                | ID cliente                | ID cliente                | ID cliente                | ID cliente                | ID cliente                | ID cliente                | ID cliente                | ID cliente                | ID cliente                | ID cliente                | ID cliente                | ID cliente                |
| Longitud              | Longitud     | Longitud     | Longitud     | Longitud     | Longitud     | Longitud     | Longitud     | Longitud     | Longitud     | Longitud     | Longitud     | Longitud     | Longitud     | Longitud     | Longitud     | Offset payload (opcional)      | Offset payload (opcional) | Offset payload (opcional) | Offset payload (opcional) | Offset payload (opcional) | Offset payload (opcional) | Offset payload (opcional) | Offset payload (opcional) | Offset payload (opcional) | Offset payload (opcional) | Offset payload (opcional) | Offset payload (opcional) | Offset payload (opcional) | Offset payload (opcional) | Offset payload (opcional) | Offset payload (opcional) |
| Packet key (optional) |              |              |              |              |              |              |              |              |              |              |              |              |              |              |              |                                |                           |                           |                           |                           |                           |                           |                           |                           |                           |                           |                           |                           |                           |                           |                           |
| Payload               |              |              |              |              |              |              |              |              |              |              |              |              |              |              |              |                                |                           |                           |                           |                           |                           |                           |                           |                           |                           |                           |                           |                           |                           |                           |                           |
|                       |              |              |              |              |              |              |              |              |              |              |              |              |              |              |              | Suma de verificación L2F (opt) |                           |                           |                           |                           |                           |                           |                           |                           |                           |                           |                           |                           |                           |                           |                           |

- Datos: Q1809393